# Clasificación de CAF para la Copa Mundial de Fútbol de 1998
En la fase de clasificación para la Copa Mundial de Fútbol de 1998 celebrado en Francia, la CAF disponía 5 plazas (de las 32 totales del mundial). Para asignar estas plazas, a la que optaban 38 equipos, se realizó un torneo dividido en dos rondas. La selecciones de Malí y Níger se retiraron antes de realizarse el sorteo:

## Primera ronda
| Equipo 1     | Agr. | Equipo 2        | Ida | Vuelta |
| ------------ | ---- | --------------- | --- | ------ |
| Mauritania   | 0–2  | Burkina Faso    | 0–0 | 0–2    |
| Namibia      | 3–1  | Mozambique      | 2–0 | 1–1    |
| Malaui       | 0–4  | Sudáfrica       | 0–1 | 0–3    |
| Uganda       | 1–5  | Angola          | 0–2 | 1–3    |
| Guinea-Bisáu | 4–5  | Guinea          | 3–2 | 1–3    |
| Gambia       | 2–5  | Liberia         | 2–1 | 0–4    |
| Suazilandia  | 0–3  | Gabón           | 0–1 | 0–2    |
| Burundi      | 2–0  | Sierra Leona    | 1–0 | 1–0    |
| Madagascar   | 3–4  | Zimbabue        | 1–2 | 2–2    |
| Congo        | 3–1  | Costa de Marfil | 2–0 | 1–1    |
| Mauricio     | 1–7  | Zaire           | 1–5 | 0–2    |
| Ruanda       | 1–5  | Túnez           | 1–3 | 0–2    |
| Kenia        | 3–2  | Argelia         | 3–1 | 0–1    |
| Togo         | 3–2  | Senegal         | 2–1 | 1–1    |
| Sudán        | 2–3  | Zambia          | 2–0 | 0–3    |
| Tanzania     | 1–2  | Ghana           | 0–0 | 1–2    |

### Ida
| 31-5-1996 | Mauritania | 0–0     | Burkina Faso | Olímpico, Nuakchot, Mauritania                   |                                                  |
|           |            | Reporte |              | Asistencia: 15 000 espectadores Árbitro(s): Faye | Asistencia: 15 000 espectadores Árbitro(s): Faye |

| 1-6-1996 | Namibia                  | 2–0     | Mozambique | Independence Stadium, Windhoek, Namibia          |                                                  |
|          | Hoeseb 28' · Ortmann 80' | Reporte |            | Asistencia: 5,000 espectadores Árbitro(s): Silva | Asistencia: 5,000 espectadores Árbitro(s): Silva |

| 1-6-1996 | Malaui | 0–1     | Sudáfrica   | Chichiri Stadium, Blantyre, Malaui                  |                                                     |
|          |        | Reporte | Tinkler 21' | Asistencia: 55,000 espectadores Árbitro(s): Masembe | Asistencia: 55,000 espectadores Árbitro(s): Masembe |

| 1-6-1996 | Uganda | 0–2     | Angola                                  | Nakivubo Stadium, Kampala, Uganda                      |                                                        |
|          |        | Reporte | Da Silva 35' (pen.) · Paulão 60' (pen.) | Asistencia: 12,000 espectadores Árbitro(s): Abdulkadir | Asistencia: 12,000 espectadores Árbitro(s): Abdulkadir |

| 1-6-1996 | Guinea-Bisáu                    | 3–2     | Guinea         | Estádio 24 de Setembro, Bissau, Guinea-Bisáu       |                                                    |
|          | Tavares 11' 36' · Co 60' (pen.) | Reporte | Camara 53' 54' | Asistencia: 15 000 espectadores Árbitro(s): N'Doye | Asistencia: 15 000 espectadores Árbitro(s): N'Doye |

| 1-6-1996 | Gambia                       | 2–1     | Liberia           | Independence Stadium, Bakau, Gambia |                    |
|          | Corr 18' (pen.) · Sillah 58' | Reporte | Debbah 35' (pen.) | Árbitro(s): Camara                  | Árbitro(s): Camara |

| 2-6-1996 | Suazilandia | 0–1     | Gabón       | Somhlolo National Stadium, Lobamba, Suazilandia         |                                                         |
|          |             | Reporte | Ogandaga 5' | Asistencia: 10,000 espectadores Árbitro(s): Tangawarima | Asistencia: 10,000 espectadores Árbitro(s): Tangawarima |

| 2-6-1996 | Burundi   | 1–0     | Sierra Leona | Prince Louis Rwagasore Stadium, Buyumbura, Burundi |                                                  |
|          | Wambo 85' | Reporte |              | Asistencia: 6.000 espectadores Árbitro(s): Salah   | Asistencia: 6.000 espectadores Árbitro(s): Salah |

| 2-6-1996 | Madagascar      | 1–2     | Zimbabue                | Municipal, Antananarivo, Madagascar               |                                                   |
|          | Raoelijaona 85' | Reporte | Sawu 79' · Takawira 89' | Asistencia: 30,000 espectadores Árbitro(s): Chong | Asistencia: 30,000 espectadores Árbitro(s): Chong |

| 2-6-1996 | Congo                   | 2–0     | Costa de Marfil | Stade Alphonse Massemba-Débat, Brazzaville, Congo |                                                  |
|          | Niere 42' · Miyamou 89' | Reporte |                 | Asistencia: 6,000 espectadores Árbitro(s): Amuam  | Asistencia: 6,000 espectadores Árbitro(s): Amuam |

| 2-6-1996 | Mauricio   | 1–5     | Zaire                                                        | Stade Anjalay, Port Louis, Mauricio               |                                                   |
|          | Mocude 64' | Reporte | Emeka 1' · Ngonge 15' · Tondelva 60' · Elonga-Ekakia 77' 82' | Asistencia: 2,448 espectadores Árbitro(s): Hubert | Asistencia: 2,448 espectadores Árbitro(s): Hubert |

| 2-6-1996 | Ruanda                          | 1–3     | Túnez | Stade Régional Nyamirambo, Kigali, Ruanda             |                                                       |
|          | Mupenzi 1.48' Nshimiyima 88.90' | Reporte |       | Asistencia: 8,000 espectadores Árbitro(s): Buenkadila | Asistencia: 8,000 espectadores Árbitro(s): Buenkadila |

| 2-6-1996 | Kenia                                        | 3–1     | Argelia      | Moi International Sports Centre, Nairobi, Kenia    |                                                    |
|          | Kwarula 58' · Motego 63' (pen.) · Otieno 87' | Reporte | Zerrouki 78' | Asistencia: 30,000 espectadores Árbitro(s): Tebebu | Asistencia: 30,000 espectadores Árbitro(s): Tebebu |

| 2-6-1996 | Togo                         | 2–1     | Senegal    | Stade de Kégué, Lomé, Togo                           |                                                      |
|          | Oyawolé 31' · Noutsoudje 88' | Reporte | Traoré 80' | Asistencia: 20,000 espectadores Árbitro(s): Okoampah | Asistencia: 20,000 espectadores Árbitro(s): Okoampah |

| 1-6-1996 | Sudán                      | 2–0     | Zambia | Al-Hilal Stadium, Jartum, Sudán                  |                                                  |
|          | Elmustafa 12' · Elnour 52' | Reporte |        | Asistencia: 11 983 espectadores Árbitro(s): Bita | Asistencia: 11 983 espectadores Árbitro(s): Bita |

| 8-6-1996 | Tanzania | 0–0     | Ghana | National Stadium, Dar es Salaam, Tanzania           |                                                     |
|          |          | Reporte |       | Asistencia: 15,000 espectadores Árbitro(s): Ndukize | Asistencia: 15,000 espectadores Árbitro(s): Ndukize |

### Vuelta
| 16-6-1996 | Burkina Faso               | 2–0     | Mauritania | Stade du 4 Août, Uagadugú, Burkina Faso               |                                                       |
|           | Ouédraogo 44' · Traore 81' | Reporte |            | Asistencia: 13 000 espectadores Árbitro(s): Abikanlou | Asistencia: 13 000 espectadores Árbitro(s): Abikanlou |

| 16-6-1996 | Mozambique | 1–1     | Namibia  | Estádio da Machava, Maputo, Mozambique           |                                                  |
|           | Macamo 25' | Reporte | Khob 84' | Asistencia: 20 000 espectadores Árbitro(s): Jaky | Asistencia: 20 000 espectadores Árbitro(s): Jaky |

| 15-6-1996 | Sudáfrica                  | 3–0     | Malaui | FNB Stadium, Johannesburg, Sudáfrica              |                                                   |
|           | Bartlett 4' 42' · Fish 38' | Reporte |        | Asistencia: 30,000 espectadores Árbitro(s): Senai | Asistencia: 30,000 espectadores Árbitro(s): Senai |

| 16-6-1996 | Angola                         | 3–1     | Uganda    | Estádio da Cidadela, Luanda, Angola                   |                                                       |
|           | Paulão 1' 58' · Paulo Silva 7' | Reporte | Kizito 3' | Asistencia: 30 000 espectadores Árbitro(s): Hatimbula | Asistencia: 30 000 espectadores Árbitro(s): Hatimbula |

| 16-6-1996 | Guinea                        | 3–1     | Guinea-Bisáu | Stade du 28 Septembre, Conakri, Guinea              |                                                     |
|           | Soumah 33' 59' · Bangoura 61' | Reporte | Co 47'       | Asistencia: 15 000 espectadores Árbitro(s): Kanoute | Asistencia: 15 000 espectadores Árbitro(s): Kanoute |

| 23-6-1996                                                     | Liberia                                        | 4–0     | Gambia | Accra Sports Stadium, Acra, Ghana                 |                                                   |
|                                                               | Clarke 25' · Weah 79' · Makor 87' · Debbah 90' | Reporte |        | Asistencia: 7.609 espectadores Árbitro(s): Kamara | Asistencia: 7.609 espectadores Árbitro(s): Kamara |
| Partido jugado en Ghana por la situación política en Liberia. |                                                |         |        |                                                   |                                                   |

| 16-6-1996 | Gabón                     | 2–0     | Suazilandia | Stade Omar Bongo, Libreville, Gabón               |                                                   |
|           | Mackaya 28' · Ngoukou 56' | Reporte |             | Asistencia: 11,625 espectadores Árbitro(s): Yengo | Asistencia: 11,625 espectadores Árbitro(s): Yengo |

| 16-6-1996 | Sierra Leona | 0–1     | Burundi   | National Stadium, Freetown, Sierra Leona             |                                                      |
| |              | Reporte | Mbuyi 30' | Asistencia: 40,000 espectadores Árbitro(s): Olaniyan | Asistencia: 40,000 espectadores Árbitro(s): Olaniyan |
| Burundi ganó la serie 2-0 pero abandonó el torneo antes de jugar la fase final, por lo que Sierra Leona tomó su lugar. |              |         |           |                                                      |                                                      |

| 16-6-1996 | Zimbabue                     | 2–2     | Madagascar                      | National Sports Stadium, Harare, Zimbabue          |                                                    |
|           | Zviripayi 52' · Takawira 69' | Reporte | Ratoanaivo 23' · Rasoanaivo 67' | Asistencia: 36,885 espectadores Árbitro(s): McLeod | Asistencia: 36,885 espectadores Árbitro(s): McLeod |

| 16-6-1996 | Costa de Marfil | 1–1     | Congo       | Stade Félix Houphouët-Boigny, Abiyán, Costa de Marfil   |                                                         |
|           | Dao 29'         | Reporte | Imboula 85' | Asistencia: 20,000 espectadores Árbitro(s): Al-Ghandour | Asistencia: 20,000 espectadores Árbitro(s): Al-Ghandour |

| 16-6-1996 | Zaire                     | 2–0     | Mauricio | Stade Kamanyola, Kinshasa, Zaire                    |                                                     |
|           | Ngonge 45' · Tondelva 90' | Reporte |          | Asistencia: 80,000 espectadores Árbitro(s): Diramba | Asistencia: 80,000 espectadores Árbitro(s): Diramba |

| 16-6-1996 | Túnez                                | 2–0     | Ruanda           | Stade El Menzah, Tunis, Túnez                        |                                                      |
|           | Berkhissa 17.20.42' · Sellimi 46.90' | Reporte | Mupenzi 3.15.37' | Asistencia: 18,000 espectadores Árbitro(s): Kouradji | Asistencia: 18,000 espectadores Árbitro(s): Kouradji |

| 14-6-1996 | Argelia      | 1–0     | Kenia | Stade 5 Juillet 1962, Algiers, Argelia            |                                                   |
|           | Tasfaout 81' | Reporte |       | Asistencia: 25,000 espectadores Árbitro(s): Ferid | Asistencia: 25,000 espectadores Árbitro(s): Ferid |

| 16-6-1996 | Senegal    | 1–1     | Togo       | Stade Leopold Senghor, Dakar, Senegal               |                                                     |
|           | Diallo 30' | Reporte | Gnavor 85' | Asistencia: 15,000 espectadores Árbitro(s): Gassama | Asistencia: 15,000 espectadores Árbitro(s): Gassama |

| 16-6-1996 | Zambia                            | 3–0     | Sudán | Independence Stadium, Lusaka, Zambia               |                                                    |
|           | Lota 13' · Mutale 35' · Tembo 76' | Reporte |       | Asistencia: 19,000 espectadores Árbitro(s): Mabuza | Asistencia: 19,000 espectadores Árbitro(s): Mabuza |

| 17-6-1996 | Ghana                       | 2–1     | Tanzania  | Kumasi Sports Stadium, Kumasi, Ghana                    |                                                         |
|           | Johnson 70' · Augustine 81' | Reporte | Daima 71' | Asistencia: 45,000 espectadores Árbitro(s): Bouchardeau | Asistencia: 45,000 espectadores Árbitro(s): Bouchardeau |

Zambia, Namibia, Ghana, Gabón, Angola, Zaire, Sudáfrica, Zimbabue, Guinea, Túnez, Congo, Kenia, Sierra Leona, Burkina Faso, Togo y Liberia se clasificaron a la siguiente ronda.

## Ronda final

### Grupo 1
| País         | J | G | E | P | GF | GC | GD  | Pts |
| ------------ | - | - | - | - | -- | -- | --- | --- |
| Nigeria      | 6 | 4 | 1 | 1 | 10 | 4  | 6   | 13  |
| Guinea       | 6 | 4 | 0 | 2 | 10 | 5  | 5   | 12  |
| Kenia        | 6 | 3 | 1 | 2 | 11 | 12 | −1  | 10  |
| Burkina Faso | 6 | 0 | 0 | 6 | 7  | 17 | −10 | 0   |

| 9-11-1996 | Nigeria          | 2–0     | Burkina Faso | Lagos National Stadium, Lagos, Nigeria            |                                                   |
|           | Amokachi 46' 77' | Reporte |              | Asistencia: 55,000 espectadores Árbitro(s): Yengo | Asistencia: 55,000 espectadores Árbitro(s): Yengo |

| 10-11-1996 | Guinea                                     | 3–1     | Kenia     | Stade du 28 Septembre, Conakri, Guinea               |                                                      |
|            | T. Camara 17' · F. Camara 34' · Soumah 82' | Reporte | Okoth 12' | Asistencia: 30 000 espectadores Árbitro(s): Kouradji | Asistencia: 30 000 espectadores Árbitro(s): Kouradji |

| 12-1-1997 | Kenia      | 1–1     | Nigeria       | Moi International Sports Centre, Nairobi, Kenia     |                                                     |
|           | Simiyu 22' | Reporte | Akpoborie 48' | Asistencia: 60,000 espectadores Árbitro(s): Al-Zaid | Asistencia: 60,000 espectadores Árbitro(s): Al-Zaid |

| 12-1-1997 | Burkina Faso | 0–2     | Guinea                  | Stade du 4 Août, Uagadugú, Burkina Faso           |                                                   |
|           |              | Reporte | Oularé 17' · Soumah 44' | Asistencia: 28 000 espectadores Árbitro(s): Sinko | Asistencia: 28 000 espectadores Árbitro(s): Sinko |

| 5-4-1997 | Nigeria          | 2–1     | Guinea        | Lagos National Stadium, Lagos, Nigeria              |                                                     |
|          | Amokachi 66' 67' | Reporte | T. Camara 87' | Asistencia: 40 000 espectadores Árbitro(s): Belqola | Asistencia: 40 000 espectadores Árbitro(s): Belqola |

| 6-4-1997 | Kenia                 | 4–3     | Burkina Faso                     | Moi International Sports Centre, Nairobi, Kenia   |                                                   |
|          | Okoth 55' 70' 75' 87' | Reporte | Zongo 12' 70' · Sanou 42' (pen.) | Asistencia: 35,000 espectadores Árbitro(s): Ferid | Asistencia: 35,000 espectadores Árbitro(s): Ferid |

| 27-4-1997 | Burkina Faso | 1–2     | Nigeria                   | Stade du 4 Août, Uagadugú, Burkina Faso           |                                                   |
|           | Zongo 76'    | Reporte | Adepoju 42' · Amunike 58' | Asistencia: 12 224 espectadores Árbitro(s): Ferid | Asistencia: 12 224 espectadores Árbitro(s): Ferid |

| 27-4-1997 | Kenia     | 1–0     | Guinea | Moi International Sports Centre, Nairobi, Kenia     |                                                     |
|           | Otieno 3' | Reporte |        | Asistencia: 50,000 espectadores Árbitro(s): Masembe | Asistencia: 50,000 espectadores Árbitro(s): Masembe |

| 7-6-1997 | Nigeria                              | 3–0     | Kenia | Lagos National Stadium, Lagos, Nigeria            |                                                   |
|          | Oliseh 13' · Amunike 43' · Oruma 83' | Reporte |       | Asistencia: 25,000 espectadores Árbitro(s): Chong | Asistencia: 25,000 espectadores Árbitro(s): Chong |

| 8-6-1997 | Guinea                                              | 3–1     | Burkina Faso | Stade du 28 Septembre, Conakri, Guinea           |                                                  |
|          | F. Camara 9' (pen.) · Balma 27' (o.g.) · Oulare 54' | Reporte | Zongo 8'     | Asistencia: 7.000 espectadores Árbitro(s): Yengo | Asistencia: 7.000 espectadores Árbitro(s): Yengo |

| 16-8-1997 | Burkina Faso              | 2–4     | Kenia                                  | Stade Municipal, Bobo Dioulasso, Burkina Faso      |                                                    |
|           | Ma. Zongo 16' · Sanou 80' | Reporte | Simiyu 8' · Were 44' · Sunguti 70' 75' | Asistencia: 10,000 espectadores Árbitro(s): Codjia | Asistencia: 10,000 espectadores Árbitro(s): Codjia |

| 16-8-1997 | Guinea        | 1–0     | Nigeria | Stade du 28 Septembre, Conakri, Guinea              |                                                     |
|           | F. Camara 50' | Reporte |         | Asistencia: 25 000 espectadores Árbitro(s): Quartey | Asistencia: 25 000 espectadores Árbitro(s): Quartey |

### Grupo 2
| País    | J | G | E | P | GF | GC | GD  | Pts |
| ------- | - | - | - | - | -- | -- | --- | --- |
| Túnez   | 6 | 5 | 1 | 0 | 10 | 1  | 9   | 16  |
| Egipto  | 6 | 3 | 1 | 2 | 15 | 5  | 10  | 10  |
| Liberia | 6 | 1 | 1 | 4 | 2  | 10 | −8  | 4   |
| Namibia | 6 | 1 | 1 | 4 | 6  | 17 | −11 | 4   |

| 8-11-1996 | Egipto                                                               | 7–1     | Namibia     | Cairo International Stadium, El Cairo, Egipto      |                                                    |
|           | Maher 1' 15' 69' · A. Hassan 11' · I. Hassan 34' · H. Hassan 72' 83' | Reporte | Shivute 24' | Asistencia: 35,000 espectadores Árbitro(s): Magass | Asistencia: 35,000 espectadores Árbitro(s): Magass |

| 10-11-1996 | Liberia | 0–1     | Túnez      | Accra Sports Stadium, Acra, Ghana                   |                                                     |
|            |         | Reporte | kalisa 90' | Asistencia: 25 000 espectadores Árbitro(s): Diramba | Asistencia: 25 000 espectadores Árbitro(s): Diramba |

| 11-1-1997 | Namibia | 0–0     | Liberia | Independence Stadium, Windhoek, Namibia               |                                                       |
|           |         | Reporte |         | Asistencia: 12,000 espectadores Árbitro(s): Mathabela | Asistencia: 12,000 espectadores Árbitro(s): Mathabela |

| 12-1-1997 | Túnez          | 1–0     | Egipto | Stade El Menzah, Kigali, Ruanda                   |                                                   |
|           | Haliyamutu 80' | Reporte |        | Asistencia: 35,000 espectadores Árbitro(s): Okada | Asistencia: 35,000 espectadores Árbitro(s): Okada |

| 6-4-1997 | Liberia | 1–0     | Egipto | Accra Sports Stadium, Acra, Ghana                 |                                                   |
|          |         | Reporte |        | Asistencia: 15 000 espectadores Árbitro(s): Sinko | Asistencia: 15 000 espectadores Árbitro(s): Sinko |

| 6-4-1997 | Namibia   | 1–2     | Túnez                          | Independence Stadium, Windhoek, Namibia          |                                                  |
|          | Ouseb 74' | Reporte | Nshimiyimana 15' · Rugamba 68' | Asistencia: 25,000 espectadores Árbitro(s): Jaky | Asistencia: 25,000 espectadores Árbitro(s): Jaky |

| 26-4-1997 | Namibia                       | 2–3     | Egipto                                  | Independence Stadium, Windhoek, Namibia        |                                                |
|           | Uutoni 62' · Ouseb 87' (pen.) | Reporte | H. Hassan 77' 89' · Khashaba 79' (pen.) | Asistencia: 6,000 espectadores Árbitro(s): Aka | Asistencia: 6,000 espectadores Árbitro(s): Aka |

| 27-4-1997 | Túnez                       | 2–0     | Liberia | Stade El Menzah, Kigali, Ruanda                    |                                                    |
|           | Kayiranga 66' · Munpezi 75' | Reporte |         | Asistencia: 40 000 espectadores Árbitro(s): Camara | Asistencia: 40 000 espectadores Árbitro(s): Camara |

| 8-6-1997 | Liberia | 1–2     | Namibia                    | Accra Sports Stadium, Acra, Ghana                   |                                                     |
|          | Daye 5' | Reporte | Shivute 35' · Uri Khob 82' | Asistencia: 11 960 espectadores Árbitro(s): Diramba | Asistencia: 11 960 espectadores Árbitro(s): Diramba |

| 8-6-1997 | Egipto | 0–0     | Túnez | Cairo International Stadium, El Cairo, Egipto    |                                                  |
|          |        | Reporte |       | Asistencia: 46,000 espectadores Árbitro(s): Daho | Asistencia: 46,000 espectadores Árbitro(s): Daho |

| 17-8-1997 | Egipto                                                                | 5–0     | Liberia | Cairo International Stadium, El Cairo, Egipto      |                                                    |
|           | Khashaba 21' (pen.) · Hanafy 24' · Sabry 46' · Kamouna 68' · Emam 77' | Reporte |         | Asistencia: 35,000 espectadores Árbitro(s): Tibebu | Asistencia: 35,000 espectadores Árbitro(s): Tibebu |

| 17-8-1997 | Túnez                                            | 4–0     | Namibia | Stade El Menzah, Kigali, Ruanda                   |                                                   |
|           | Munpezi 19' 57' · Gatarayiha 31' · Kayiranga 70' | Reporte |         | Asistencia: 15,000 espectadores Árbitro(s): Salih | Asistencia: 15,000 espectadores Árbitro(s): Salih |

### Grupo 3
| País      | J | G | E | P | GF | GC | GD | Pts |
| --------- | - | - | - | - | -- | -- | -- | --- |
| Sudáfrica | 6 | 4 | 1 | 1 | 7  | 3  | 4  | 13  |
| Congo     | 6 | 3 | 1 | 2 | 5  | 5  | 0  | 10  |
| Zambia    | 6 | 2 | 2 | 2 | 7  | 6  | 1  | 8   |
| RD Congo  | 6 | 0 | 2 | 4 | 4  | 9  | −5 | 2   |

| 9-11-1996 | Sudáfrica   | 1–0     | Zaire | FNB Stadium, Johannesburg, Sudáfrica                |                                                     |
|           | Masinga 67' | Reporte |       | Asistencia: 55,000 espectadores Árbitro(s): Belqola | Asistencia: 55,000 espectadores Árbitro(s): Belqola |

| 10-11-1996 | Congo     | 1–0     | Zambia | Stade Municipal, Pointe-Noire, Congo                |                                                     |
|            | Niere 86' | Reporte |        | Asistencia: 40,000 espectadores Árbitro(s): Masembe | Asistencia: 40,000 espectadores Árbitro(s): Masembe |

| 11-1-1997 | Zambia | 0–0     | Sudáfrica | Independence Stadium, Lusaka, Zambia              |                                                   |
|           |        | Reporte |           | Asistencia: 75,000 espectadores Árbitro(s): Fares | Asistencia: 75,000 espectadores Árbitro(s): Fares |

| 12-1-1997 | Zaire     | 1–1     | Congo    | Stade Kamanyola, Kinshasa, Zaire                        |                                                         |
|           | Lembi 13' | Reporte | Bongo 4' | Asistencia: 60,000 espectadores Árbitro(s): Bouchardeau | Asistencia: 60,000 espectadores Árbitro(s): Bouchardeau |

| 6-4-1997 | Congo                  | 2–0     | Sudáfrica | Stade Municipal, Pointe-Noire, Congo                |                                                     |
|          | Younga-Mouhani 60' 64' | Reporte |           | Asistencia: 38,000 espectadores Árbitro(s): Magassa | Asistencia: 38,000 espectadores Árbitro(s): Magassa |

| 9-4-1997                                                       | Zaire                      | 2–2     | Zambia                   | National Sports Stadium, Harare, Zimbabue         |                                                   |
|                                                                | N'tsunda 29' · Bazamba 51' | Reporte | Malitoli 22' · Tembo 81' | Asistencia: 20,000 espectadores Árbitro(s): Chong | Asistencia: 20,000 espectadores Árbitro(s): Chong |
| El partido se jugó en Zimbabue por asuntos políticos en Zaire. |                            |         |                          |                                                   |                                                   |

| 27-4-1997                                              | Zaire     | 1–2     | Sudáfrica                 | Stade de Kégué, Lomé, Togo                         |                                                    |
|                                                        | Tumba 26' | Reporte | Khumalo 21' · Masinga 66' | Asistencia: 7,000 espectadores Árbitro(s): Obafemi | Asistencia: 7,000 espectadores Árbitro(s): Obafemi |
| Partido jugado en Togo por asuntos políticos en Zaire. |           |         |                           |                                                    |                                                    |

| 27-4-1997 | Zambia                           | 3–0     | Congo | Independence Stadium, Lusaka, Zambia                |                                                     |
|           | Lota 40' · Miti 85' · Bwalya 85' | Reporte |       | Asistencia: 25,000 espectadores Árbitro(s): Magassa | Asistencia: 25,000 espectadores Árbitro(s): Magassa |

| 8-6-1997 | Congo              | 1–0     | República Democrática del Congo | Stade Municipal, Pointe-Noire, Guinea              |                                                    |
|          | Younga-Mouhani 60' | Reporte |                                 | Asistencia: 30 000 espectadores Árbitro(s): Camara | Asistencia: 30 000 espectadores Árbitro(s): Camara |

| 8-6-1997 | Sudáfrica                                | 3–0     | Zambia | FNB Stadium, Johannesburg, Sudáfrica                    |                                                         |
|          | Mkhalele 8' · Masinga 17' · Williams 54' | Reporte |        | Asistencia: 73,000 espectadores Árbitro(s): Al-Ghandour | Asistencia: 73,000 espectadores Árbitro(s): Al-Ghandour |

| 16-8-1997 | Sudáfrica   | 1–0     | Congo | FNB Stadium, Johannesburg, Sudáfrica                |                                                     |
|           | Masinga 14' | Reporte |       | Asistencia: 80,000 espectadores Árbitro(s): Masembe | Asistencia: 80,000 espectadores Árbitro(s): Masembe |

| 16-8-1997 | Zambia           | 2–0     | República Democrática del Congo | Independence Stadium, Lusaka, Zambia              |                                                   |
|           | Kamwandi 32' 56' | Reporte |                                 | Asistencia: 12,000 espectadores Árbitro(s): Senai | Asistencia: 12,000 espectadores Árbitro(s): Senai |

### Grupo 4
| País     | J | G | E | P | GF | GC | GD | Pts |
| -------- | - | - | - | - | -- | -- | -- | --- |
| Camerún  | 6 | 4 | 2 | 0 | 10 | 4  | 6  | 14  |
| Angola   | 6 | 2 | 4 | 0 | 7  | 4  | 3  | 10  |
| Zimbabue | 6 | 1 | 1 | 4 | 6  | 7  | −1 | 4   |
| Togo     | 6 | 1 | 1 | 4 | 6  | 14 | −8 | 4   |

| 10-11-1996 | Angola                | 2–1     | Zimbabue   | Estádio da Cidadela, Luanda, Angola                     |                                                         |
|            | Akwá 43' · Paulão 51' | Reporte | Ndlovu 60' | Asistencia: 60 000 espectadores Árbitro(s): Al-Ghandour | Asistencia: 60 000 espectadores Árbitro(s): Al-Ghandour |

| 10-11-1996 | Togo                              | 2–4     | Camerún                              | Stade de Kégué, Lomé, Togo                        |                                                   |
|            | Noutsoudje 50' · Salou 83' (pen.) | Reporte | Tchami 10' 24' 55' · Missé-Missé 63' | Asistencia: 15,000 espectadores Árbitro(s): Chong | Asistencia: 15,000 espectadores Árbitro(s): Chong |

| 12-1-1997 | Camerún | 0–0     | Angola | Stade Ahmadou Ahidjo, Yaundé, Camerún               |                                                     |
|           |         | Reporte |        | Asistencia: 75 000 espectadores Árbitro(s): Belqola | Asistencia: 75 000 espectadores Árbitro(s): Belqola |

| 12-1-1997 | Zimbabue                              | 3–0     | Togo | National Sports Stadium, Harare, Zimbabue         |                                                   |
|           | Chihuri 16' · Takawira 21' (pen.) 49' | Reporte |      | Asistencia: 45,000 espectadores Árbitro(s): Yengo | Asistencia: 45,000 espectadores Árbitro(s): Yengo |

| 6-4-1997 | Angola                            | 3–1     | Togo        | Estádio da Cidadela, Luanda, Angola                  |                                                      |
|          | Paulão 29' · Akwá 45' · Sousa 51' | Reporte | Oyawolé 21' | Asistencia: 30 000 espectadores Árbitro(s): Okoampah | Asistencia: 30 000 espectadores Árbitro(s): Okoampah |

| 6-4-1997 | Camerún       | 1–0     | Zimbabue | Stade Ahmadou Ahidjo, Yaundé, Camerún               |                                                     |
|          | Tchoutang 80' | Reporte |          | Asistencia: 50 000 espectadores Árbitro(s): Diramba | Asistencia: 50 000 espectadores Árbitro(s): Diramba |

| 27-4-1997 | Camerún                   | 2–0     | Togo | Stade Ahmadou Ahidjo, Yaundé, Camerún                   |                                                         |
|           | Tchoutang 87' · Mboma 90' | Reporte |      | Asistencia: 25 000 espectadores Árbitro(s): Bouchardeau | Asistencia: 25 000 espectadores Árbitro(s): Bouchardeau |

| 27-4-1997 | Zimbabue | 0–0     | Angola | National Sports Stadium, Harare, Zimbabue          |                                                    |
|           |          | Reporte |        | Asistencia: 47,257 espectadores Árbitro(s): McLeod | Asistencia: 47,257 espectadores Árbitro(s): McLeod |

| 8-6-1997 | Angola   | 1–1     | Camerún   | Estádio da Cidadela, Luanda, Angola                 |                                                     |
|          | Akwá 55' | Reporte | Mboma 47' | Asistencia: 60 000 espectadores Árbitro(s): Masembe | Asistencia: 60 000 espectadores Árbitro(s): Masembe |

| 8-6-1997 | Togo         | 2–1     | Zimbabue            | Stade de Kégué, Lomé, Togo                        |                                                   |
|          | Salou 8' 21' | Reporte | Takawira 65' (pen.) | Asistencia: 10,000 espectadores Árbitro(s): Sinko | Asistencia: 10,000 espectadores Árbitro(s): Sinko |

| 17-8-1997 | Togo       | 1–1     | Angola        | Stade de Kégué, Lomé, Togo                         |                                                    |
|           | Ouadja 47' | Reporte | Quinzinho 43' | Asistencia: 4,500 espectadores Árbitro(s): Magassa | Asistencia: 4,500 espectadores Árbitro(s): Magassa |

| 17-8-1997 | Zimbabue  | 1–2     | Camerún       | National Sports Stadium, Harare, Zimbabue |                                 |
|           | Dinha 82' | Reporte | Mboma 50' 54' | Asistencia: 12,736 espectadores           | Asistencia: 12,736 espectadores |

### Grupo 5
| País         | J | G | E | P | GF | GC | GD  | Pts |
| ------------ | - | - | - | - | -- | -- | --- | --- |
| Marruecos    | 6 | 5 | 1 | 0 | 14 | 2  | 12  | 16  |
| Sierra Leona | 5 | 2 | 1 | 2 | 4  | 6  | −2  | 7   |
| Ghana        | 6 | 1 | 3 | 2 | 7  | 7  | 0   | 6   |
| Gabón        | 5 | 0 | 1 | 4 | 1  | 11 | −10 | 1   |

| 9-11-1996 | Marruecos                                 | 4–0     | Sierra Leona | Prince Moulay Abdellah Stadium, Rabat, Marruecos     |                                                      |
|           | Hababi 16' · Raghib 50' 55' · Fertout 57' | Reporte |              | Asistencia: 25,000 espectadores Árbitro(s): Olaniyan | Asistencia: 25,000 espectadores Árbitro(s): Olaniyan |

| 10-11-1996 | Gabón      | 1–1     | Ghana    | Stade Omar Bongo, Libreville, Gabón                |                                                    |
|            | Nguema 65' | Reporte | Pele 66' | Asistencia: 45,000 espectadores Árbitro(s): McLeod | Asistencia: 45,000 espectadores Árbitro(s): McLeod |

| 11-1-1997 | Sierra Leona | 1–0     | Gabón | National Stadium, Freetown, Sierra Leona             |                                                      |
|           | Kanu 46'     | Reporte |       | Asistencia: 40,000 espectadores Árbitro(s): Olaniyan | Asistencia: 40,000 espectadores Árbitro(s): Olaniyan |

| 12-1-1997 | Ghana                   | 2–2     | Marruecos              | Baba Yara Stadium, Kumasi, Ghana                    |                                                     |
|           | Johnson 77' · Moses 89' | Reporte | Bassir 30' · Hadji 70' | Asistencia: 45,000 espectadores Árbitro(s): Bujsaim | Asistencia: 45,000 espectadores Árbitro(s): Bujsaim |

| 5-4-1997 | Sierra Leona | 1–1     | Ghana                | National Stadium, Freetown, Sierra Leona                |                                                         |
|          | Conteh 87'   | Reporte | A. Kamara 23' (a.g.) | Asistencia: 30,000 espectadores Árbitro(s): Bouchardeau | Asistencia: 30,000 espectadores Árbitro(s): Bouchardeau |

| 6-4-1997                                                                          | Gabón | 0–4     | Marruecos                    | Stade Omar Bongo, Libreville                        |                                                     |
|                                                                                   |       | Reporte | Bahja 2' 5' · Bassir 44' 45' | Asistencia: 40,000 espectadores Árbitro(s): Masembe | Asistencia: 40,000 espectadores Árbitro(s): Masembe |
| El partido fue abandonado al minuto 53 por disturbios. FIFA mantuvo el resultado. |       |         |                              |                                                     |                                                     |

| 26-4-1997 | Sierra Leona | 0–1     | Marruecos  | National Stadium, Freetown, Sierra Leona           |                                                    |
|           |              | Reporte | Bassir 40' | Asistencia: 45,000 espectadores Árbitro(s): N'Doye | Asistencia: 45,000 espectadores Árbitro(s): N'Doye |

| 27-4-1997 | Ghana                              | 3–0     | Gabón | Accra Sports Stadium, Acra, Ghana                    |                                                      |
|           | Aboagye 42' · Gargo 60' 64' (pen.) | Reporte |       | Asistencia: 35 000 espectadores Árbitro(s): Shinnawi | Asistencia: 35 000 espectadores Árbitro(s): Shinnawi |

| 8-6-1997 | Marruecos  | 1–0     | Ghana | Stade Mohammed V, Casablanca, Marruecos             |                                                     |
|          | Raghib 67' | Reporte |       | Asistencia: 80,000 espectadores Árbitro(s): Magassa | Asistencia: 80,000 espectadores Árbitro(s): Magassa |

| 8-6-1997 | Gabón | P–P     | Sierra Leona | Stade Omar Bongo, Libreville, Gabón |                         |
| |       | Reporte |              | Árbitro(s): Bouchardeau             | Árbitro(s): Bouchardeau |
| El partido fue pospuesto debido a que la selección de Sierra Leona no pudo salir de la capital Freetown por la Guerra Civil. El partido al final no fue reprogramado luego de que ambas selecciones quedaron sin posibilidades de ir al mundial. |       |         |              |                                     |                         |

| 16-8-1997 | Marruecos                     | 2–0     | Gabón | Stade Mohammed V, Casablanca, Marruecos             |                                                     |
|           | Naybet 24' · Bahja 40' (pen.) | Reporte |       | Asistencia: 125,000 espectadores Árbitro(s): Moussa | Asistencia: 125,000 espectadores Árbitro(s): Moussa |

| 17-8-1997 | Ghana | 0–2     | Sierra Leona           | Accra Sports Stadium, Acra, Ghana                  |                                                    |
|           |       | Reporte | Amidu 14' · Kallon 47' | Asistencia: 3.000 espectadores Árbitro(s): Mbengue | Asistencia: 3.000 espectadores Árbitro(s): Mbengue |

## Clasificados
| País      | Apariciones en la Copa Mundial de Fútbol |
| --------- | ---------------------------------------- |
| Nigeria   | 1 (1994)                                 |
| Túnez     | 1 (1978)                                 |
| Sudáfrica | 0 (debut)                                |
| Camerún   | 3 (1982, 1990, 1994)                     |
| Marruecos | 3 (1970, 1986, 1994)                     |

## Goleadores
5 goles
- Paulão
- Mamadou Zongo
- Mike Okoth Origi
- Vitalis Takawira

4 goles
- Patrick Mboma
- Hossam Hassan
- Titi Camara
- Momo Soumah
- Salaheddine Bassir
- Daniel Amokachi
- Phil Masinga
- Adel Sellimi

3 goles
- Akwá
- Alphonse Tchami
- Macchambes Younga-Mouhani
- Ali Maher
- Fodé Camara
- Ahmed Bahja
- Khalid Raghib
- Zoubeir Baya

2 goles
- Paulo Jorge da Silva
- Bernard Tchoutang
- Olivier Niere
- Hady Khashaba
- Mohammed Gargo
- Samuel Johnson
- Souleymane Oularé
- Cipriano Co
- Pereira Tavares
- Musa Otieno
- Kennedy Simiyu
- Maurice Sunguti
- James Debbah
- George Weah
- Mohammed Ouseb
- Eliphas Shivute
- Gervatius Uri Khob
- Emmanuel Amunike
- Shaun Bartlett
- Bachirou Salou
- Kossi Noutsoudje
- Djima Oyawolé
- Khaled Badra
- Elos Elonga-Ekakia
- Michel Ngonge
- Mbuleya Tondelva
- Frazer Kamwandi
- Dennis Lota
- Andrew Tembo

1 gol
- Abdelhafid Tasfaout
- Sid Ahmed Zerrouki
- Fernando Manuel Sousa
- Joaquim Alberto Silva
- Kassoum Ouédraogo
- Firmin Sanou
- Ousmane Sanou
- Brahima Traore
- Jean-Marie Mbuyi
- Sutche Wambo
- Jean-Jacques Missé-Missé
- Christian Bongo
- Charles Imboula
- Sousa Miyamou
- Lassina Dao
- Hazem Emam
- Hesham Hanafy
- Ahmed Hassan
- Ibrahim Hassan
- Samir Kamouna
- Abdel Sattar Sabry
- Brice Mackaya
- Anicet Yala Ngoukou
- Théodore Nzue Nguema
- Jonas Ogandaga
- Abdul Aziz Corr
- Ebrima Ebou Sillah
- Felix Aboagye
- Augustine Ahinful
- Arthur Moses
- Abedi Pele
- Tibou Bangoura
- Vincent Kwarula
- Henry Motego
- Francis Were
- Robert Clarke
- Prince Daye
- Oliver Makor
- Jiana Raoelijaona
- Etienne Hajason Rasoanaivo
- Etienne Rado Rasoanaivo
- Antoine Mocude
- Youssef Fertout
- El Arbi Hababi
- Mustapha Hadji
- Noureddine Naybet
- Armando Macamo
- Ewald Hoeseb
- Johannes Ortmann
- Simon Uutoni
- Mutiu Adepoju
- Jonathan Akpoborie
- Sunday Oliseh
- Wilson Oruma
- Leon Mupenzi
- Mamadou Diallo
- Omar Traoré
- Jamiru Amidu
- Lamin Conteh
- Mohamed Kallon
- Abu Kanu
- Mark Fish
- Doctor Khumalo
- Helman Mkhalele
- Eric Tinkler
- Mark Williams
- Khalid Ahmed Elmustafa
- Anas Elnour
- Mohamed Daima
- Kokouni Akpalo Gnavor
- Lantame Ouadja
- Tadjou Salou
- Mehdi Ben Slimane
- Hédi Berkhissa
- Taoufik Herichi
- Riadh Jelassi
- Jameleddine Limam
- Skander Souayah
- Robert Kizito
- Epotele Bazamba
- Emeka Mamale
- Nzelo Hervé Lembi
- Étienne N'tsunda
- Zico Tumba
- Johnson Bwalya
- Kenneth Malitoli
- Mwape Miti
- Vincent Mutale
- Kennedy Chihuri
- Edelbert Dinha
- Adam Ndlovu
- Agent Sawu
- Cloudious Zviripayi

Autogoles
- Mohamadi Balma (ante Guinea)
- Abu Kamara (ante Ghana)